# Доли Бастер
Доли Бастер (енгл. Dolly Buster), рођена као Нора Дворжакова (чеш. Nora Dvořáková, док неки извори помињу име Катержина „Катја-Нора” Бохничкова (чеш. Kateřina „Katja-Nora” Bochníčková, удата Баумбергер, Праг, 23. октобар 1969) бивша је немачка порнографска глумица, режисерка, продуценткиња, певачица и списатељица чешког порекла.

## Биографија
Са 14 година доселила се у Западну Немачку. Релативно брзо је започела порно каријеру, коју су знатно потпомогле пластичне операције.
Појављивала се у стотинама европских филмова за одрасле и стекла име као једна од највећих у индустрији. Ауторка је успешне серије криминалистичких романа о порно звезди која је постала детектив-аматер.
Након окончања каријере 1997. године удаје се за порнографског продуцента Јозефа Баумбергера. Након тога бавила се и певањем.
Године 2004. покушала је да освоји место у Европском парламенту, као кандидат маргиналне чешке политичке странке. Завршило се неуспехом јер је та странка добила 0,71% гласова.
Појавила се у немачком риалити-шоуу Ich bin ein Star – Holt mich hier raus! (славне личности у џунгли — верзија Сервајвора (Survivor)).
Тренутно живи са својим мужем у Везелу у Немачкој, а препустила се и сликању и цртању, након узимања часова цртања од сликара Арнима Телкеа са Академије уметности у Диселдорфу.
Са 39 година живота, Немци су је изгласали за „најврелију порно звезду”.

## Филмографија
-{
- Kameňák 3 (2005)
- Pudelmützen Rambos (2004)
- Crazy Race (2003)
- Extasy (2002)
- Welcher Mann sagt schon die Wahrheit (2001)
- Das Taschenorgan (2000)
- Dreams of Fetish Part 2 (1998)
- Dreams of Fetish 1 (1997)
- Hawaii Connection (1997)
- At the Club (1996)
- Rings of Lust (1996)
- San Francisco Connection (1996)
- Marys verrücktes Krankenhaus (1995)
- Voll normaaal (1994)

}-

## Дискографија

### Синглови
-{
- 1995: Make Love (Make No War)
- 1996: Shake It Up
- 1998: Schöner fremder Mann (Ich bin Dolly B.)
- 2010: Wake Up (Be Good to Me) (feat. Sin with Sebastian)

}-

## Галерија
- 2004.
- 2007. са колегиницом
- 2012.